# Balkan-Storchschnabel
Der Balkan-Storchschnabel (Geranium macrorrhizum), auch Großwurzeliger Storchschnabel oder Felsen-Storchschnabel genannt, ist eine Pflanzenart aus der Gattung der Storchschnäbel (Geranium) innerhalb der Familie der Storchschnabelgewächse (Geraniaceae).

## Beschreibung

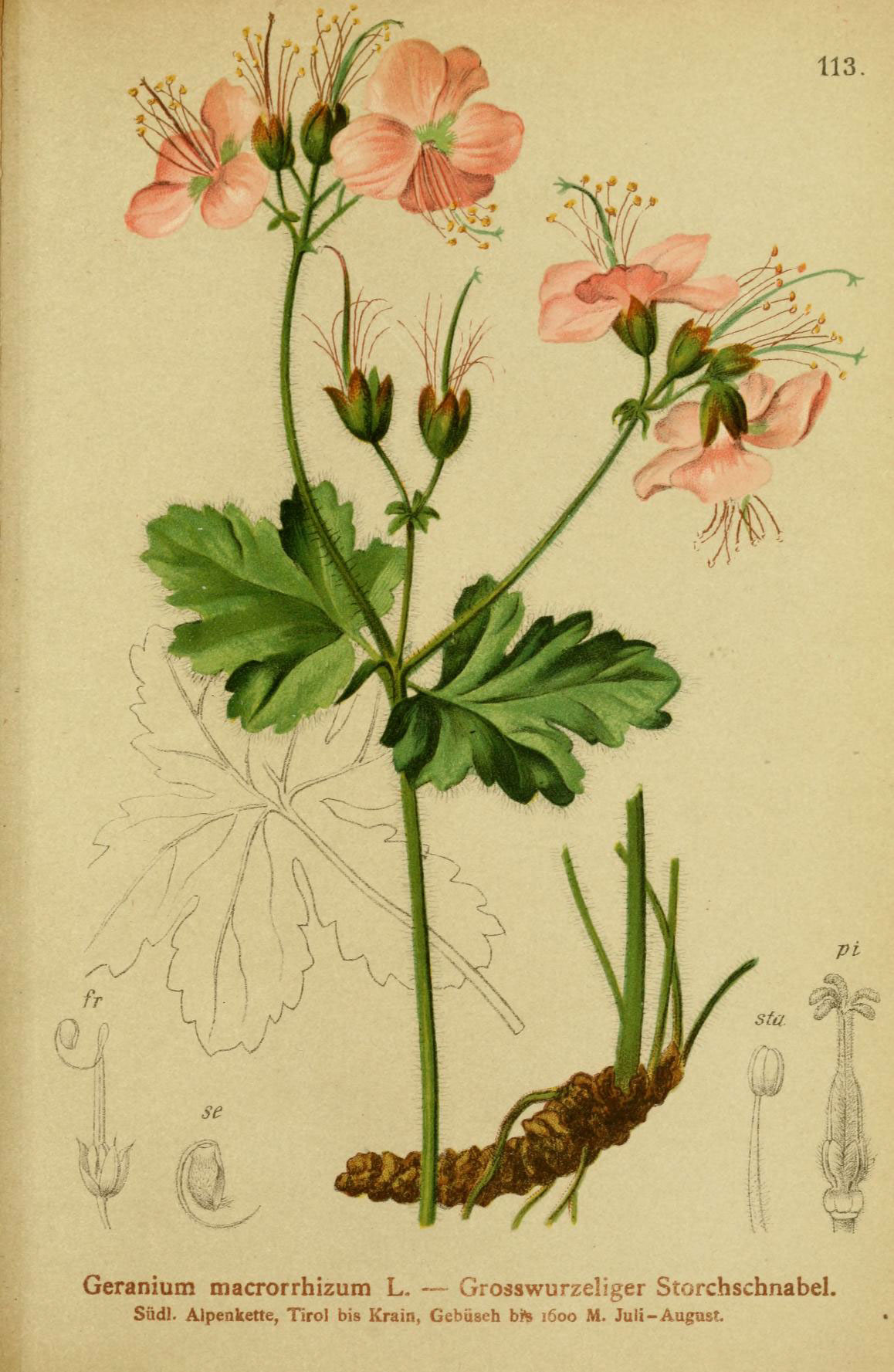
Illustration aus Atlas der Alpenflora, Tafel 113

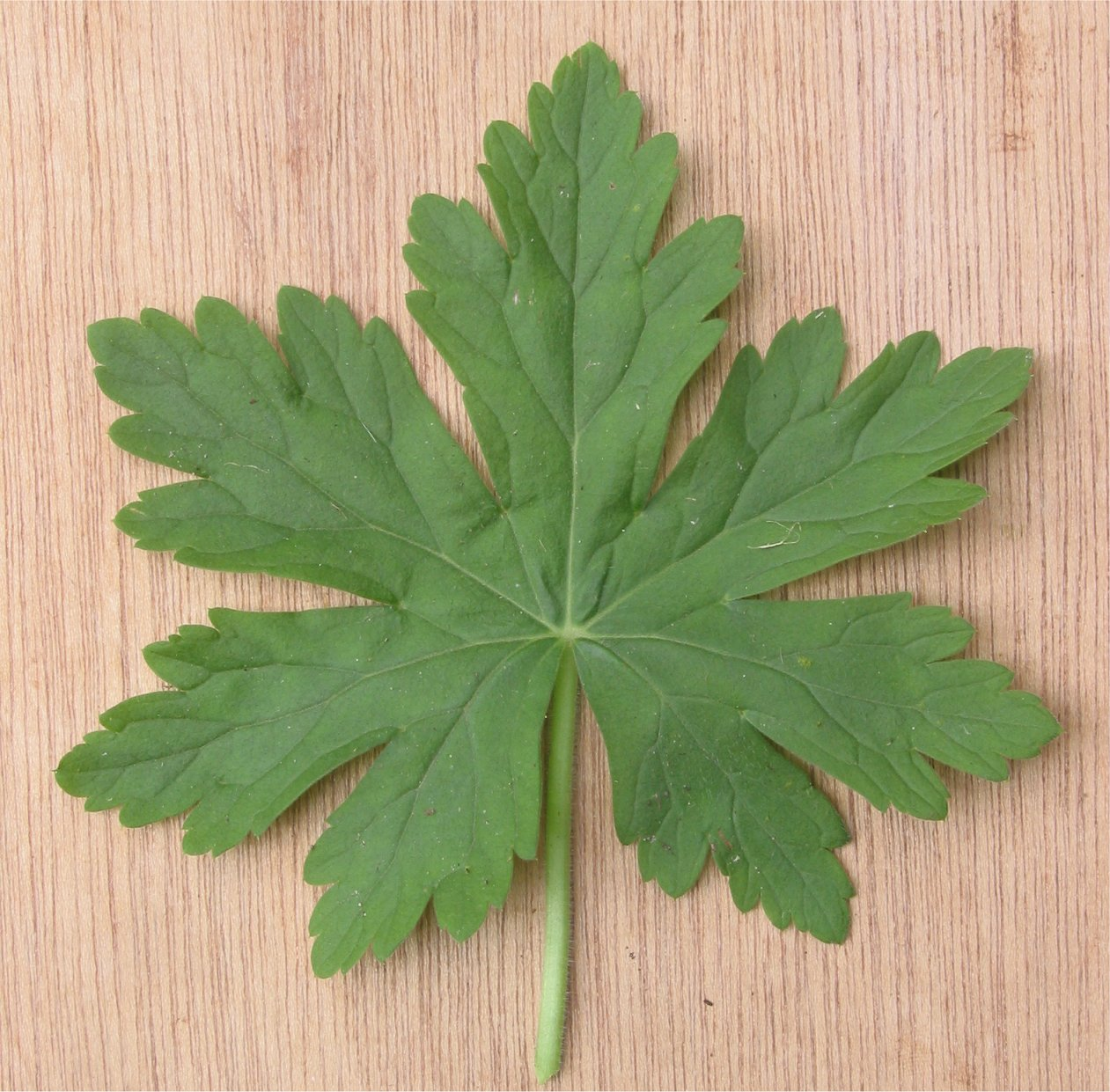
Laubblatt

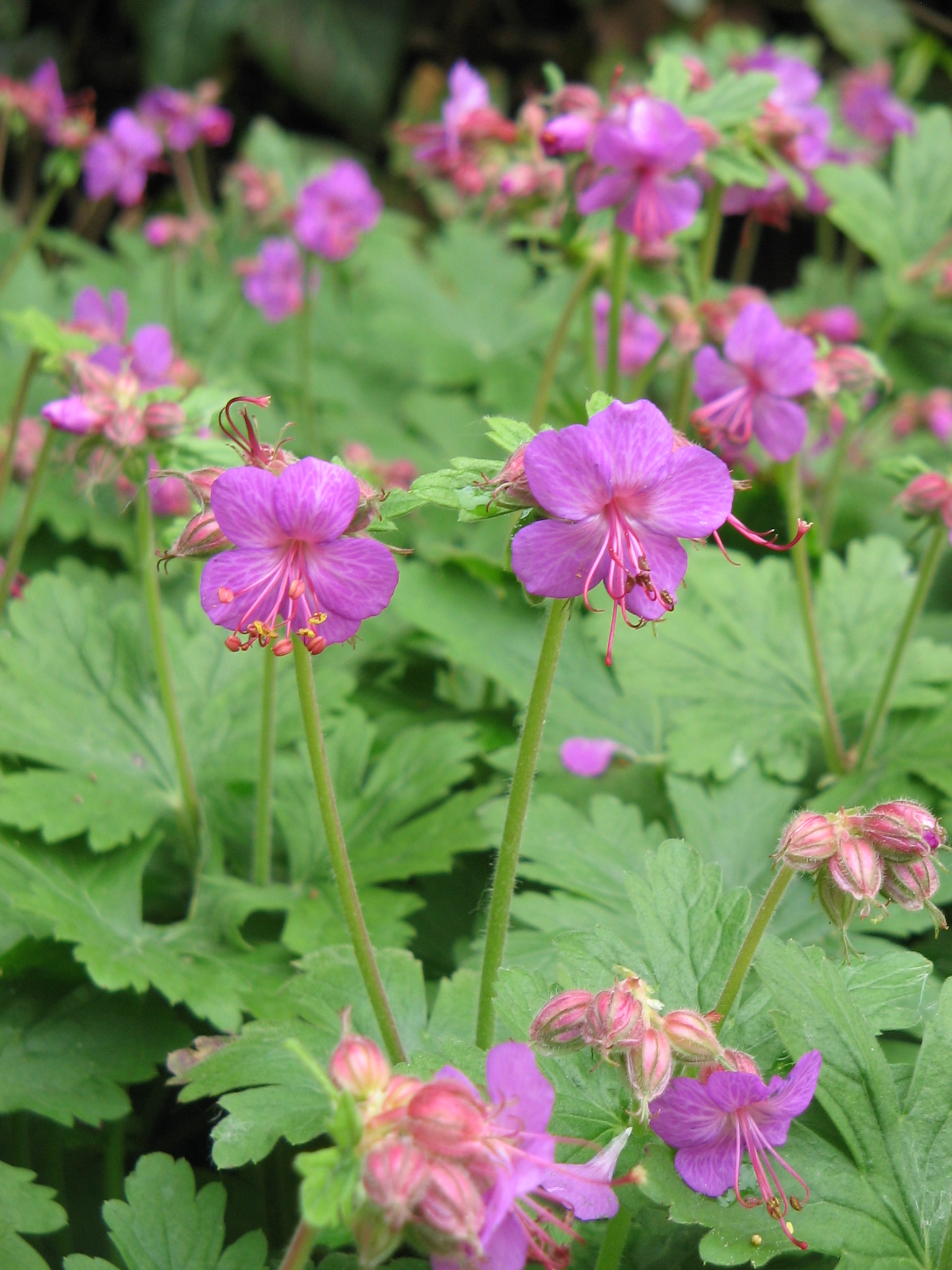
Blütenstände

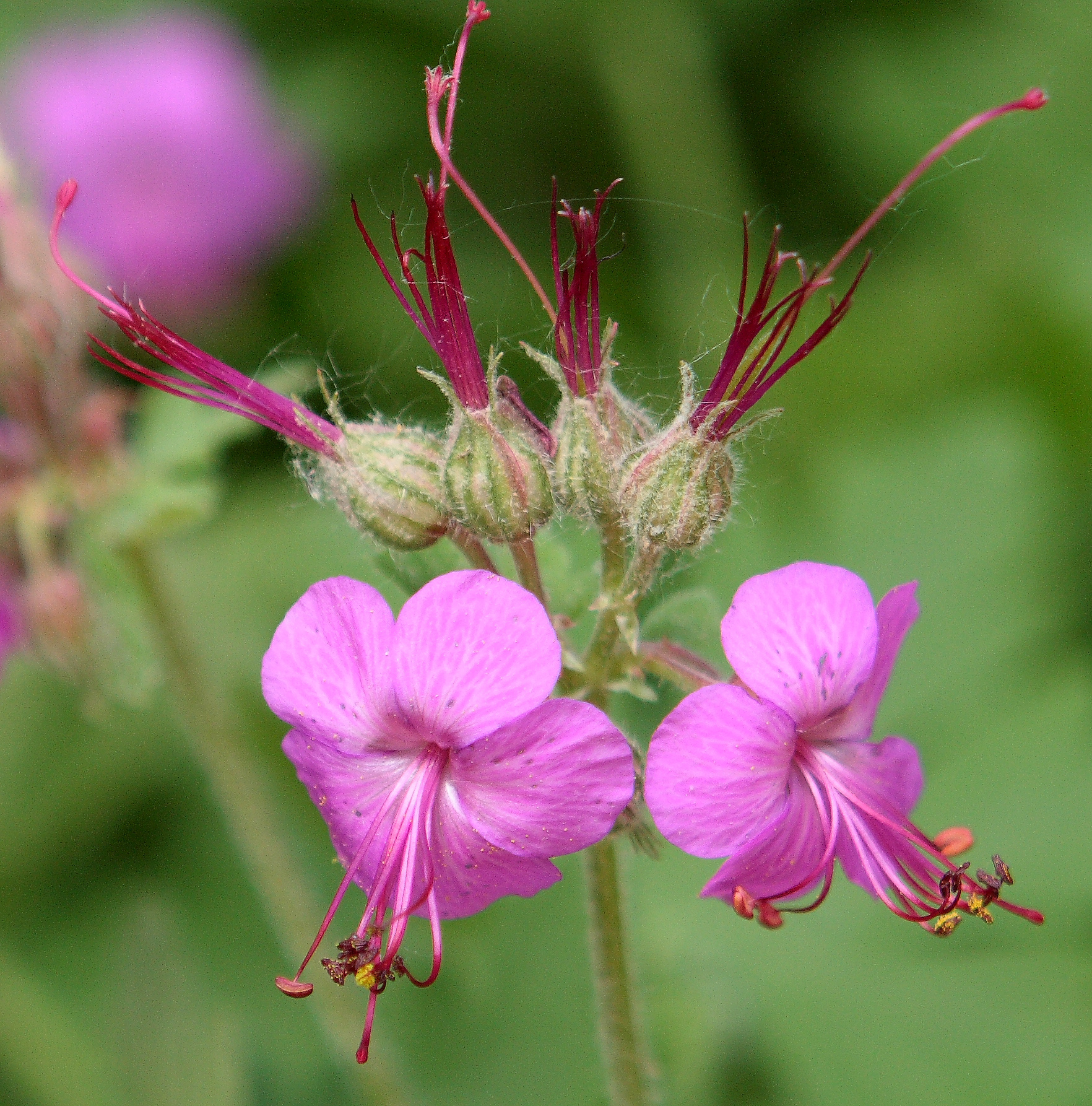
Blüten im Detail

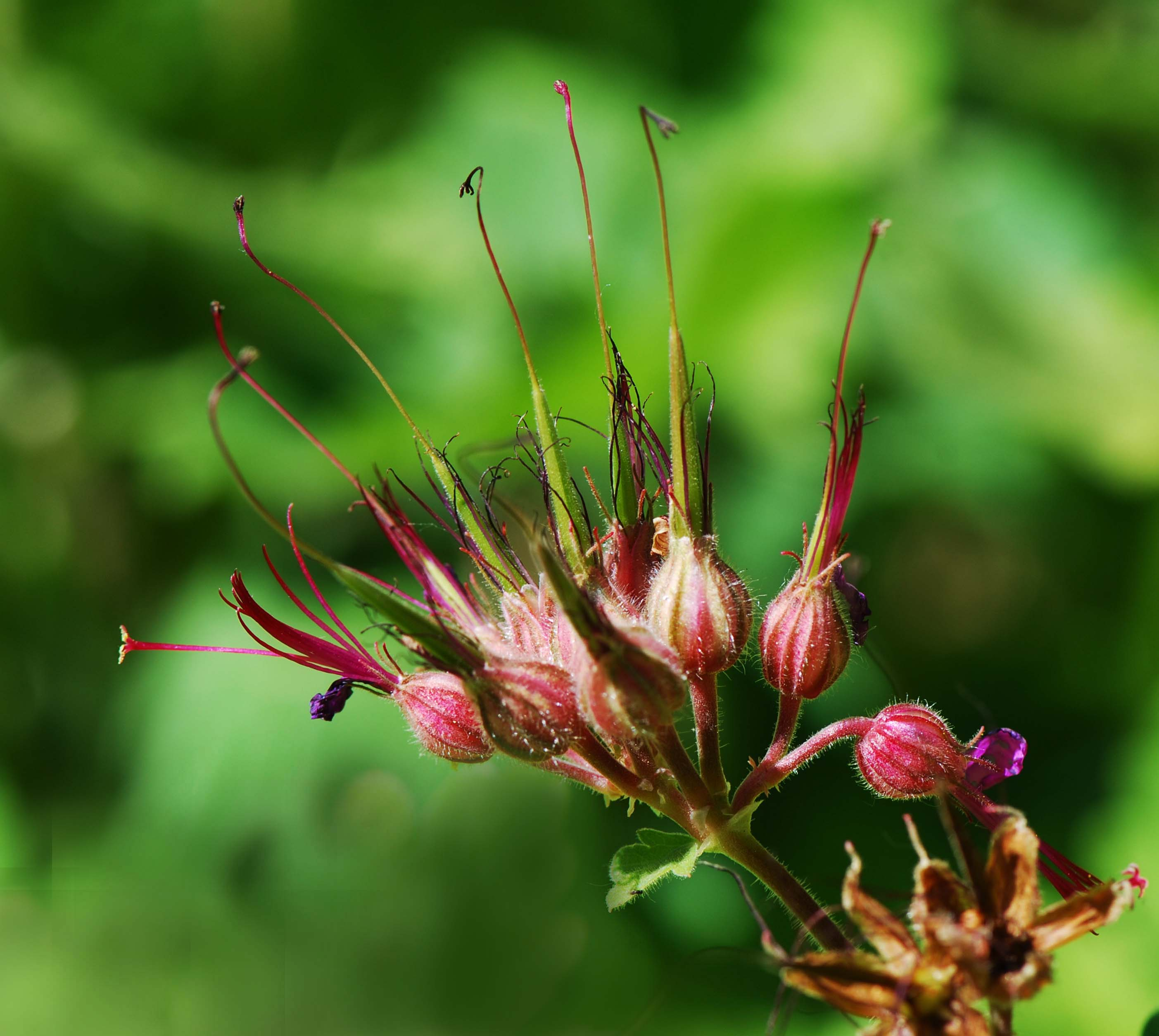
Junge Früchte

### Vegetative Merkmale
Der Balkan-Storchschnabel ist eine ausdauernde krautige Pflanze, die Wuchshöhen von 20 bis 50 Zentimetern erreicht. Als Überdauerungsorgan wird ein etwa 10 Zentimeter langes und über 1 Zentimeter dickes kräftiges Rhizom ausgebildet. Der aufrechte Stängel ist überall von kurzen Drüsenhaaren und langen Haaren bedeckt.
Die hauptsächlich wechselständig am Stängel angeordneten Laubblätter sind in Blattstiel und Blattspreite gegliedert. Der Blattstiel ist sehr lang. Die Blattspreite ist bei einem Durchmesser von etwa 10 Zentimetern im Umriss fünf- bis achteckig. Die Blattspreite ist handförmig gespalten mit tief kerbsägigen bis fiederspaltigen Abschnitten. Sie sind in fünf bis sieben wenig tief geteilte oder grob kerbig gesägte Lappen gespalten. Die Laubblätter sind zerstreut langhaarig und dicht kurzdrüsig. Die beiden Blätter direkt unter dem Blütenstand sind gegenständig und sitzend. Die Nebenblätter sind spitz-eiförmig, häutig und mattbraun.

### Generative Merkmale
Die Blütezeit reicht von Juli bis August. Der doldige Blütenstand enthält Teilblütenstände mit jeweils vier bis neun nickenden Blüten. Die Blütenstiele sind drüsig behaart.
Die zwittrigen Blüten sind radiärsymmetrisch und fünfzählig mit doppelter Blütenhülle. Der Kelch ist fast kugelig. Die Kelchblätter sind bis 11 Millimeter lang, lang begrannt und rötlich. Die fünf meist purpurroten oder leuchtend karminroten Kronblätter sind 15 bis 18 Millimeter lang, lang genagelt und am Grund bebärtet. Die purpurroten Staubfäden sind stark verlängert (bis 22 Millimeter lang) und ragen weit aus dem Kelch und der Krone heraus. Der Griffel überragt die Blütenhüllblätter.
Die Kapselfrüchte sind bis zu 6 Zentimeter lang.
Die Chromosomenzahl beträgt 2n = 46 oder 2n = 92.

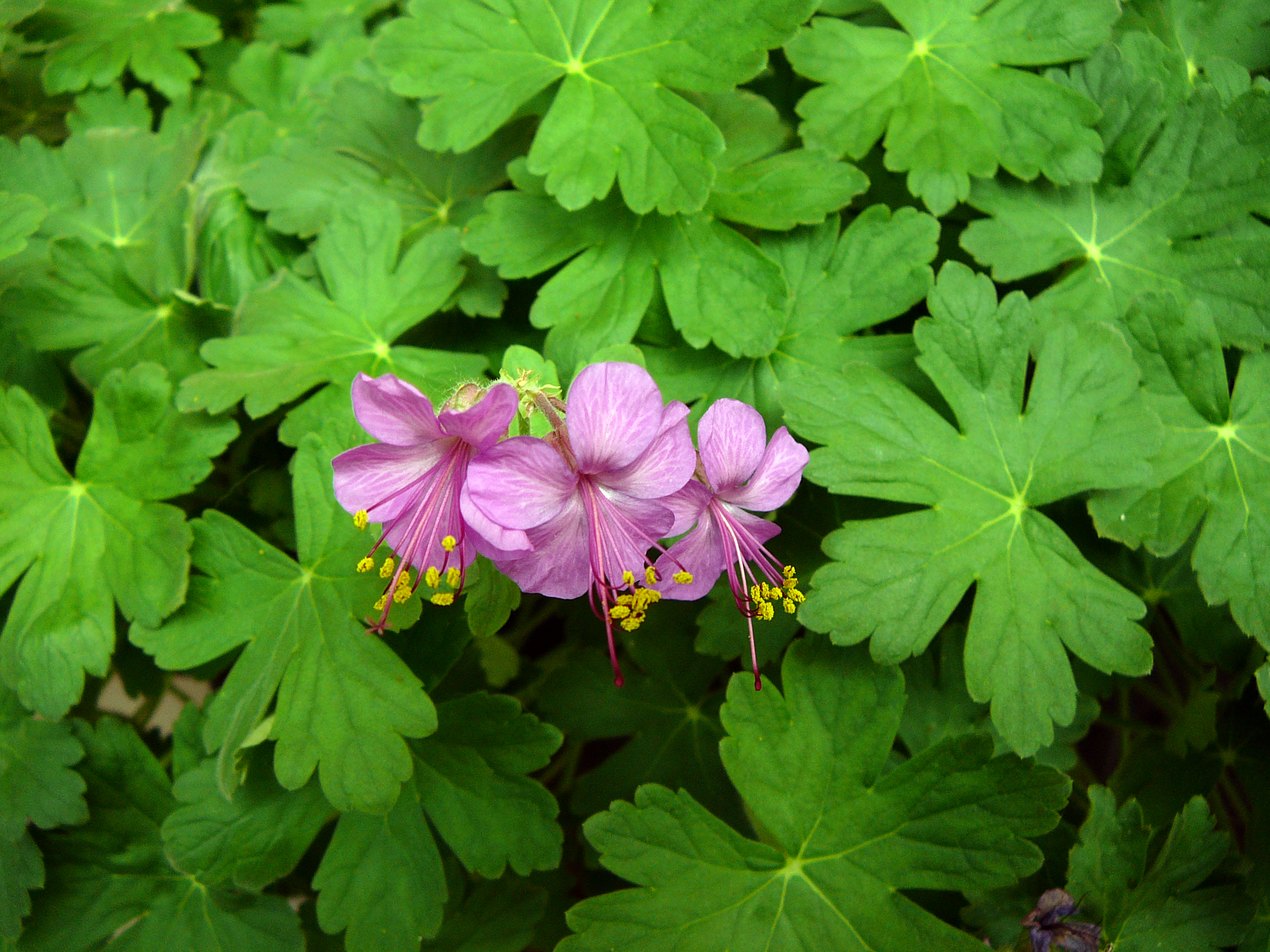
Laubblätter und Blütenstand

## Vorkommen
Es gibt Fundortangaben für Österreich, Frankreich, Italien, Slowenien, Serbien, Kroatien, Bulgarien, Rumänien, Albanien sowie Griechenland. Geranium macrorrhizum ist in vielen Gebieten (beispielsweise Deutschland) ein Neophyt.
Geranium macrorrhizum kommt in den südwestlichen und südlichen Alpen sowie auf dem Balkan und dem Apennin vor. Der Balkan-Storchschnabel besiedelt in Höhenlagen von 200 bis 1700 Metern steinige, kalkreiche Böden und Felsen in warmen Lagen. In Südosteuropa kommt er vor allem in Pflanzengesellschaften des Verbands Alliarion vor. Er steigt in der Herzegowina bis 1750 Meter und in Bulgarien bis 2360 Meter Meereshöhe auf.

## Systematik
Die Erstveröffentlichung von Geranium macrorrhizum erfolgte 1753 durch Carl von Linné in Species Plantarum, 2, Seite 680. Das Artepitheton macrorrhizum bedeutet „große Wurzel“.
Die Art Geranium macrorrhizum gehört zur Sektion Unguiculata Boiss. aus der Untergattung Robertium in der Gattung Geranium.

## Nutzung als Zierpflanze
Der Balkan-Storchschnabel scheint früher häufiger als Arzneipflanze und als Bienenfutter kultiviert worden zu sein. Die Sorten des Balkan-Storchschnabel sind langlebig und problemlos für Gärten. Sorten blühen von weißlich-rosa bis karmin-rot. Die handförmig zerteilten, großen Laubblätter haben einen sehr aromatischen Duft, der besonders intensiv ist, wenn man die Blätter etwas reibt. Der Balkan-Storchschnabel wird zur Unterpflanzung von Straßenbäumen verwendet, da er zum einen sehr robust ist und mit seinem dichten Wachstum Unkräuter nicht aufkommen lässt. Außerdem meiden Hunde aufgrund des intensiven Geruches diese Pflanze.
Der Balkan-Storchschnabel gilt als Bienenweidepflanze. Pharmazeutisch verwendet wird das Zdravec-Öl.